# 朱季垟
通山莊簡王朱季垟（1407年—1470年），明朝楚藩第二代通山王，通山靖恭王朱孟爚的庶長子。

## 生平
宣德三年（1428年），封鎮國將軍。正統十二年（1447年），朱季垟襲封通山王。
成化六年（1470年），朱季垟去世，享年六十四歲，諡號莊簡。長子朱均鏼先卒，朱均鏼之子朱榮濠在三年後襲爵。

## 家庭

### 妻
- 周氏，永定卫百户周英女，宣德三年（1428年）冊為鎮國將軍夫人[4]，正統十二年（1447年）冊為通山王妃[2]

### 子
- 嫡長子：通山長子→通山溫惠王（追封）朱均鏼